# Umrljivost
Umrljívost (tudi mortalitéta, mortálnost) je kazalnik javnega zdravja, ki pomeni število umrlih na določeno število (običajno 1.000) prebivalcev v enem letu. Če štejemo smrti v celotni populaciji na nekem območju, govorimo o splošni umrljivosti, ki pa je lahko zavajujoča glede dejanskega stanja javnega zdravja; vrednost je lahko višja pri razvitejših državah, ker imajo večji delež starega prebivalstva. Kadar pa upoštevamo le odsek prebivalstva glede na določen biološki (npr. spol, starost), socialni ali ekonomski dejavnik, pa govorimo o specifični umrljivosti. Najpogosteje se upoštevajo naslednje specifične umrljivosti:
- fetalna umrljivost – število splavljenih in mrtvorojenih otrok na 1000 rojstev;
- neonatalna umrljivost – število umrlih novorojenčkov (starost do 28 dni) na 1000 rojstev;
- operacijska umrljivost – umrljivost pri operiranih bolnikih v prvem mesecu po posegu;
- perinatalna umrljivost – število mrtvorojenčkov in umrlih doječkov do starosti 7 dni na 1000 rojstev;
- umrljivost mater - število umrlih nosečnic in porodnic zaradi bolezni in zapletov, povezanih z nosečnostjo ali porodom, na 100.000 živorojenih otrok.